# 1530.
◄ | 15. stoljeće | 16. stoljeće | 17. stoljeće | ►
◄ | 1500-ih | 1510-ih | 1520-ih | 1530-ih | 1540-ih | 1550-ih | 1560-ih | ►
◄◄ | ◄ | 1527. | 1528. | 1529. | 1530. | 1531. | 1532. | 1533. | ► | ►►
Arhitektura • Astronomija • Glazba • Kazalište • Kiparstvo • Knjige • Književnost • Kršćanstvo • Medicina • Politika • Pravo • Promet • Slikarstvo • Znanost

## Događaji
- 24. veljače – U Bologni je Papa okrunio za cara Karla V. kao posljednjega rimsko-njemačkog kralja.
- 15. prosinca – Tiskan molitvenik Oficij rimski Šimuna Kožičića, prva knjiga riječke glagoljske tiskare.

nepoznat nadnevak
- Portugalski kralj João III inicira program sistematske brazilske kolonizacije
- Biskup Šimun Kožičić Benja osniva glagoljsku tiskaru u Rijeci
- Ivanovci premjeste svoje sjedište na otok Malta, koji im daje Karlo V. kao leno
- Girolamo Fracastoro pjesnički opisuje pastira Syphilusa koji je obolio od bolesti koja je prema njemu dobila ime »sifilis«
- Jacques Lefèvre d'Étaples u Antwerpenu izdaje prvotisak francuskog prijevoda Biblije
- Knez Vuk Frankapan drži pred carem Karlom V. i njemačkim staležima u Augsburgu govor u kojem se založio za obranu Hrvatskog Kraljevstva od osmanske opasnosti.

## Rođenja
- 25. kolovoza – Ivan IV. Grozni, ruski car († 1584.)
- 1. prosinca – Sv. Bernardin Realino, isusovac († 1616.)
- Horacije Fortezza, šibenski zlatar i umjetnik († 1596.)
- Antun Medo, dubrovački filozof († 1603.)
- Sabo Bobaljević Mišetić, pjesnik († 1585.)
- Lorenzo Scupoli, talijanski filozof († 1610.)

## Smrti
- 28. studenoga – Thomas Wolsey, engleski kardinal i državnik (* oko 1475.)
- 26. prosinca – Babur, prvi car Mogulskog carstva u Indiji (* 1483.)
- Staniša Crnojević, vladar Crne Gore (* 1457.)

## Vanjske poveznice
|  | Zajednički poslužitelj ima još gradiva o temi 1530. |